# Kuța Balka, Vilșanka
Kuța Balka (în ucraineană Куца Балка) este localitatea de reședință a comunei Kotovske din raionul Vilșanka, regiunea Kirovohrad, Ucraina.

## Demografie
Componența lingvistică a localității Kuța Balka
     Ucraineană (96,44%)
     Rusă (1,78%)
     Română (1,56%)
Conform recensământului din 2001, majoritatea populației localității Kuța Balka era vorbitoare de ucraineană (96,44%), existând în minoritate și vorbitori de rusă (1,78%) și română (1,56%).